# Puccinia ruelliae
Puccinia ruelliae är en svampart som beskrevs av Lagerh. 1895. Puccinia ruelliae ingår i släktet Puccinia och familjen Pucciniaceae.   Inga underarter finns listade i Catalogue of Life.